# Bashaka
Bashaka – jedenasty album studyjny The Skatalites, jamajskiej grupy muzycznej wykonującej ska. 
Płyta została wydana 1 sierpnia 2000 roku przez amerykańską wytwórnię Marston Recording Corporation. Był to pierwszy krążek formacji wydany po śmierci Rolanda Alphonso i Tommy'ego McCooka; obaj ci współzałożyciele oraz wieloletni saksofoniści i liderzy zespołu zmarli w roku 1998.

## Lista utworów
1. "Ska Latte"
2. "Sky Rocket"
3. "Skaravan"
4. "Tanya"
5. "Roland Ride Along"
6. "Reach For The Sky" (feat. Doreen Shaffer)
7. "Milk Lane Shuffle"
8. "Wild Honey"
9. "A Song For Don D."
10. "What A Day"
11. "I Never Knew" (feat. Ken Boothe)
12. "Magic Muffin"
13. "Hail Tommy McCook"
14. "Oh Baby" (feat. Doreen Shaffer)
15. "Rastamma"

## Muzycy

### The Skatalites
- Cedric "Im" Brooks - saksofon tenorowy
- Lester "Ska" Sterling - saksofon altowy
- Lloyd Brevett - kontrabas
- Lloyd Knibb - perkusja
- Will Clark - puzon
- Mark Berney - trąbka
- Devon James - gitara
- Ken Stewart - keyboard

### Gościnnie
- Doreen Shaffer - wokal
- Ken Boothe - wokal